# Ruine Heilsberg
Die Ruine Heilsberg, auch Heilsperg genannt, ist die Ruine einer Höhenburg bei 545 m ü. NHN auf dem Heilsberg oberhalb der Gemeinde Gottmadingen im baden-württembergischen Landkreis Konstanz.

## Geschichte
Die Burg wurde in der zweiten Hälfte des 13. Jahrhunderts erbaut und 1303 erwähnt. Als Besitzer wurden 1310 die Herren von Randegg genannt und nach Zerstörung 1499 wurden 1518 die Herren von Schellenberg verbunden mit einem Wiederaufbau genannt. Nach Zerstörung 1525 im Bauernkrieg wurde die Burg 1635 im Dreißigjährigen Krieg von Konrad Widerholt endgültig zerstört und ist verfallen. Von der ehemaligen Burganlage, die über einen 7 mal 12 Meter großen Wohnbau verfügte, sind noch baufällige Mauerzüge erhalten.